# Fuenferrada
Fuenferrada là một đô thị trong tỉnh Teruel, Aragon, Tây Ban Nha. Theo điều tra dân số 2005 (INE), đô thị này có dân số là 43 người, diện tích 24,22 km² và mật độ 1,77.